# Parque natural de la Sierra de Cebollera
La Sierra de Cebollera es uno de los dos espacios naturales riojanos (España) que tiene la distinción de parque natural, junto con el del Alto Najerilla. Está ubicado en la vertiente norte de las montañas del Sistema Ibérico, entre los municipios de Villoslada de Cameros y Lumbreras de Cameros. Se trata de un paisaje que ha recuperado los bosques después de siglos de actividad intensa de la trashumancia en las tierras de Cameros.
Junto con las sierras de Demanda, Urbión y Cameros, forma la ZEPA Sierras de Demanda, Urbión, Cebollera y Cameros.

## Extensión y situación
El parque natural tiene una extensión de 23 640 hectáreas, pero si tenemos en cuenta toda la extensión que comprende la Sierra de Cebollera, su superficie es de 106 934 hectáreas, pues abarca un extenso territorio al sur de la comunidad autónoma de La Rioja que limita con las provincias de Burgos y Soria.
Se sitúa en la vertiente norte de la Sierra de Cebollera, en el alto valle del río Iregua, en la comarca del Camero Nuevo, a unos 50 kilómetros de Logroño por la carretera N-111.
La Sierra de Cebollera es un enclave geológico privilegiado dentro del Sistema Ibérico, por las formaciones glaciares, los "hoyos", en altitudes superiores a los 2000 metros, como el pico de Peña Cebollera. Por debajo de la alta montaña predominan los extensos bosques naturales de pino silvestre, haya y roble rebollo, con destacados valores ecológicos y paisajísticos en el curso de los arroyos de montaña, con saltos de agua y pequeñas cascadas en un entorno de bosque de ribera.

## Flora

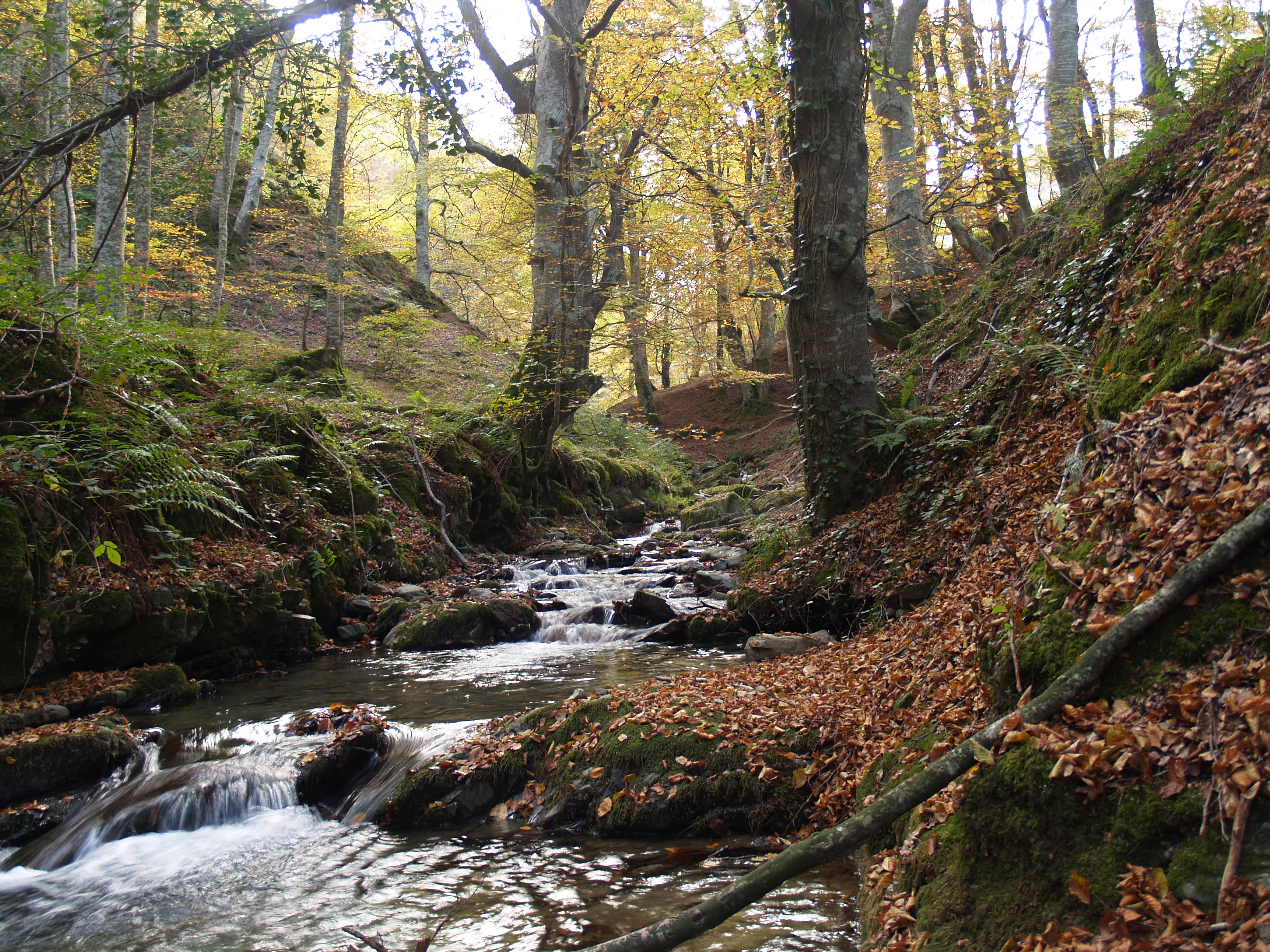
Arroyo en el hayedo de Achichuelo.

Este paraje que se extiende a lo largo de más de veintitrés mil hectáreas alberga una gran diversidad botánica y faunística, con grandes extensiones forestales bien conservadas y una de las mayores representaciones de relieve glaciar (hoyos) de la península.
Sus vastos bosques naturales están ocupados con pinos silvestres, hayas y rebollos, y junto a ellos crecen abedules, robledales de roble albar, encinares montanos, pinos negros, acebedas y otras especies dispersas por todo el parque como tilos, arces, serbales, mostajos, endrinos, olmos de montaña, tejos y fresnos.

## Fauna
Sierra Cebollera también disfruta de una rica fauna en la que destacan aves rapaces como el azor, gavilán, halcón abejero, águila calzada y culebrera, ratonero común, cárabo y búho chico, y en las zonas altas del parque la perdiz pardilla. La fauna mamífera también es muy diversa, se guarecen en los frondosos bosques el lobo ibérico, zorro, jabalí, ciervo, ardilla y gato montés. En los ríos habitan la nutria y el desmán de los pirineos.

## Centro de interpretación
En Villoslada de Cameros, uno de los municipios más cercanos a la Sierra de Cebollera, se encuentra el Centro de Interpretación del parque natural, donde se proyectan audiovisuales sobre la zona, se realizan actividades educativas y exposiciones sobre los recursos de este enclave natural. Estas no son las únicas actividades divulgativas que se realizan en la zona, en San Andrés se puede visitar una exposición sobre los útiles y las herramientas tradicionales que empleaban los riojanos de la zona de Los Cameros, en donde se encuentra la Sierra Cebollera.